# Iscrizioni di Bolnisi

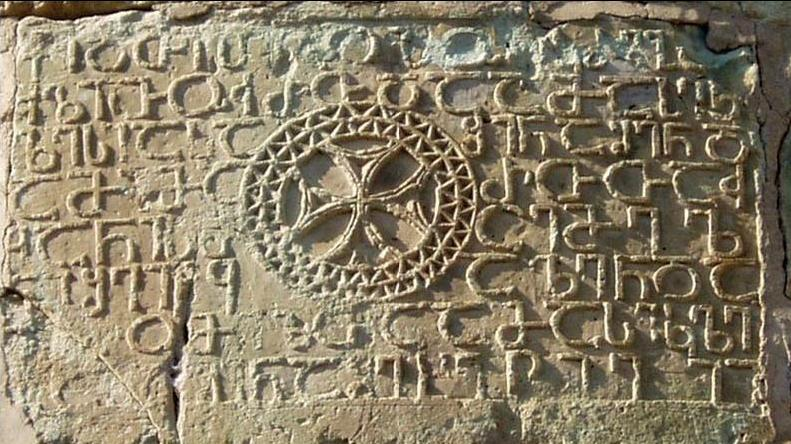
Iscrizione 1

Le iscrizioni di Bolnisi (in georgiano ბოლნისის წარწერები?) sono le antiche iscrizioni georgiane scritte in caratteri georgiani asomtavruli sulla Cattedrale di Bolnisi Sioni, una basilica situata a Bolnisi, nella municipalità di Bolnisi in Georgia. Le iscrizioni, datate al 494 d.C.,sono, insieme a quelle di Bir el-Qutt in Palestina, le più antiche testimonianze della scrittura georgiana.

## Iscrizioni

### Iscrizione 1
ჃႪႨႧႭჃႰႧႣႠႠႫႠႱႤႩ

ႪႤႱႨႠႱႠ croce di bolnisi ႸႨႬႠႸႤႬႣ

ႠႫႨႫႠ croce di bolnisi ႰႧႧႠჃ

ႷႠႬႨႱႫ croce di bolnisi ႺႤႫႤႪ

ႬႨႸႤႨႼႷ croce di bolnisi ႠႪႤႬႣႠ

ႫႸႰႭႫႤႪႧႠႠႫႠႱႤႩႪႤ

ႱႨႠႱႠႸႨႬႠႸႤႾႤႼႨႤ ႨႨ»
- Traduzione: "Gesù Cristo, abbi pietà di Davide Vescovo e di coloro che hanno costruito questa chiesa per il tuo culto".

### Iscrizione 2
ႠႫႨႱႤႩ ႪႤႱႨႠჂႱႠჂ ႣႠႠႧႾႭჃႧႫႤႲႼႪႨႱ

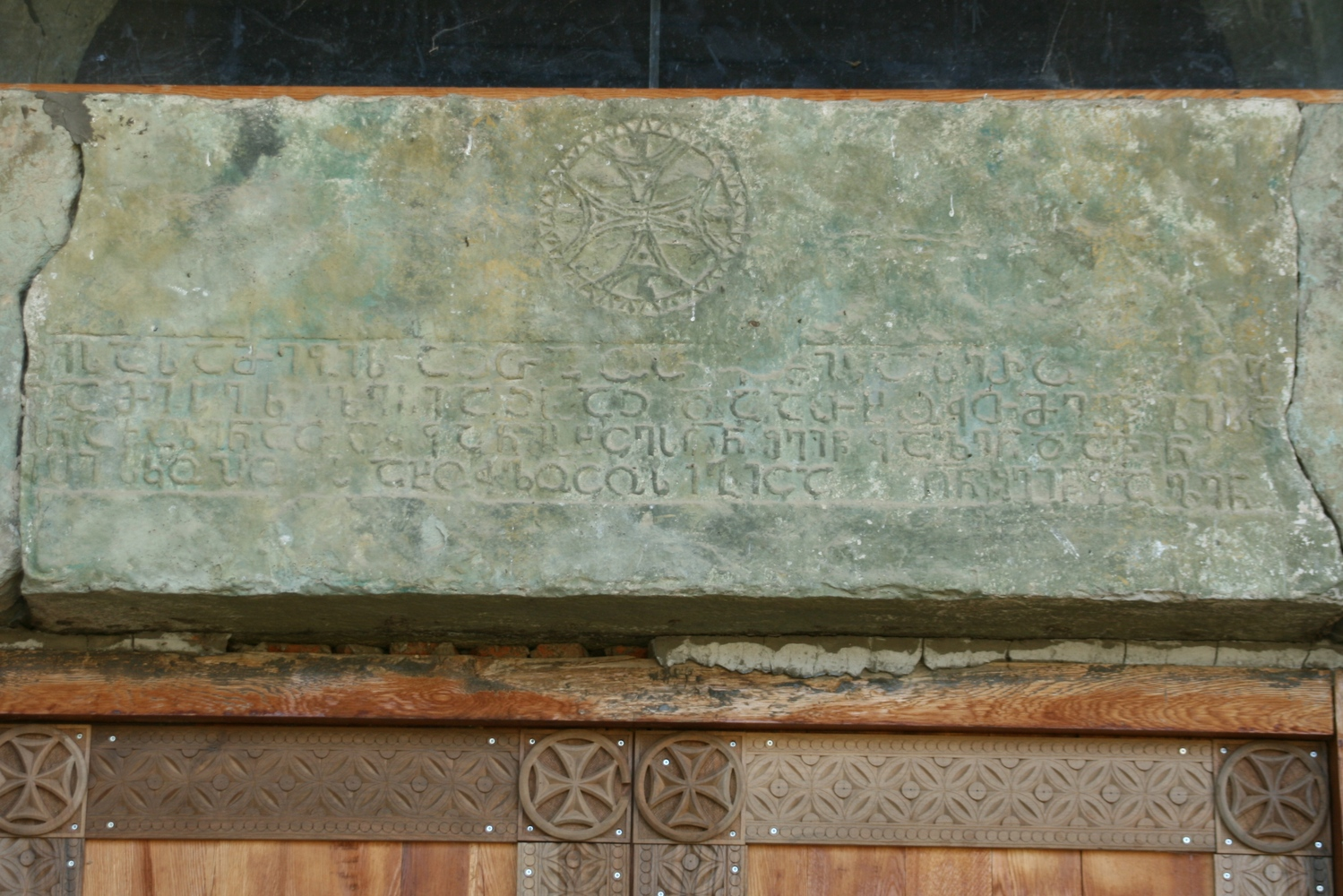
Iscrizione di Bolnisi n.2

ႬႠႵႠႸႨႬႠႧႠჃႷႠႬႨႱႾႺႤႱႶႬႸႤႨႼႷႠႪႤႬႣႠႥႨႬႠ

ႮႨႱႩႭႮႭႱႱႠႾႭჃႪႭႺႭႱႨႢႨႺႠႶႬႸႤႨႼႷႠႪႤ»
- Traduzione: "Con la misericordia della Trinità, 20 anni del regnante re Peroz quando fondò questa chiesa e 15 anni dopo fu completata. Dio abbi pietà di chi mostra qui riverenza, e il costruttore di questa chiesa Davide il vescovo, e chi prega per te, o Dio abbi pietà, Amen".